# Pankaj Advani
Pankaj Arjan Advani (* 24. července 1985 Puné) je indický hráč kulečníku a snookeru. Má na svém kontě 23 titulů amatérského mistra světa. Šestnáct v kulečníku (z toho patnáct individuálních a jeden týmový) a sedm ve snookeru (pět individuálních a dva týmové). Má rovněž dvě zlaté z Asijských her (2006, 2010). Je nositelem státních vyznamenání Padma šrí (2009) a Padma bhušan (2018).